# Kačini
Kačini so etnična skupina, ki živi na mejnem področju med Indijo (kjer so poimenovani Singpho) in Kitajskem (kjer so poimenovani Jingpo) ter na Kačinskem hribovju v severni mjanmarski Kačinski državi.
Med drugo svetovno vojno so sodelovali s zahodnimi zavezniki v boju proti okupatorskemu Japonskemu imperiju.